# Hugo Delff
Heinz Karl Hugo Delff (* 11. August 1840 in Husum; † 6. November 1898 ebenda) war ein deutscher Philosoph, evangelischer Theologe und Schriftsteller.

## Leben
Als Sohn eines Buchhändlers wurde Heinz Karl Hugo Delff am 11. August 1840 in Husum geboren. Von seinen Eltern, die eher schwächerer Natur waren, erbte Delff Reizbarkeit, aber auch eine Nervenkrankheit. Auf dem Gymnasium in der Heimatstadt seit 1850 vorgebildet, wechselte er später auf ein Gymnasium in Meldorf und besuchte seit 1855 die Gelehrtenschule in Altona. Schon zu dieser Zeit widmete er sich außerhalb der Schule privaten Geschichts- sowie Literaturstudien. Da in der Gelehrtenschule besonders Philosophie gelehrt wurde, begann Delff 1856 ein entsprechendes Studium. Zuvor jedoch war es ihm in der Schule derart schlecht ergangen, dass er zurück in seine Heimatstadt gekehrt war. Zwar zeitweise der Philosophie entmutigt, brach er das Studium dennoch nicht ab. Als er 1857 die Universität Tübingen bezog, war dies jedoch nicht zum Weiterstudium der Philosophie, sondern zur Theologieausbildung, da seine ursprünglichen Pläne nicht genug respektiert worden waren. Nebenbei lernte er genaueres über Magie sowie Mathematik.
Doch der Wunsch zum Philosophiestudium war immer noch nicht vollends erloschen. 1858 schließlich setzte er ebendieses fort. Dafür wechselte Delff zur Universität München. Delff selbst erwähnte in seiner Autobiographie, es sei ihm dort gut ergangen, doch sei auch auf diesen Akt negativ zurückzublicken. Folglich entschied er sich abermals um und wandte sich weiter der Theologie zu. Damit war er aber immer noch nicht vollends zufrieden und litt unter „Gewissensqualen“ zugleich verschärfte sich auch seine Nervenkrankheit, weshalb er zur Genesung nach Bad Boll zog. 1859 wieder bei voller Gesundheit, kehrte er zur Tübinger Universität zurück und schrieb sich der Theologie zu.
Im Winter 1859/1860 hielt Delff sich wieder im Elternhaus auf. Zum Sommersemester 1860 ging er abermals nach Tübingen und bildete sich weiter auf theologischem Gebiete fort. Doch anschließend einer theologischen Tätigkeit nachzugehen, war für ihn dann jedoch nicht möglich, weshalb er das Wintersemester wieder Philosophie studierte, dieses Mal an der Universität Kiel, und dort 1861 zum Doktor promovierte. Anschließend kehrte er wieder nach Husum zurück. Von dort aus wollte er einen akademischen Werdegang einschlagen, doch eine weitere Reise wurde durch seine Nervenkrankheit hinausgezögert. Schließlich hatte Delff Husum nur ein einziges Mal für längere Zeit verlassen, und zwar für drei Monate 1865, die er in Leipzig verbrachte.
Delff wirkte an der Buchhandlung seines Bruders mit. Nachdem dieser verstorben war, übernahm Delff die Leitung der Handlung. In einem Zeitraum von 30 Jahren veröffentlichte Delff 17 philosophische, aber auch theologische Schriften, darüber hinaus war er Autor von sechs Artikeln der Allgemeinen Deutschen Biographie. Er strebte eine Reformation der Philosophie an.
Am 6. November 1898 verstarb Delff 58-jährig in Husum.

## Werke
- Ideen zu einer philosophischen Wissenschaft des Geistes und der Natur (Husum 1865)
- Cäcilie oder von der Wahrheit des Uebersinnlichen (Husum 1867)
- Grundlehren der philosophischen Wissenschaft (Husum 1869)
- Dante Alighieri und die Göttliche Komödie. Eine Studie zur Geschichte der Philosophie und zur Philosophie der Geschichte (Leipzig 1869)
- Die Idee der Göttlichen Komödie (Leipzig 1871)
- Welt und Weltzeiten? Eine Philosophie des Lebendigen und der That (Zwei Bände; Leipzig 1872)
- Johann Georg Hamann. Lichtstrahlen aus seinen Schriften und Briefen. Mit Erläuterungen und einer biographischen Einleitung (Leipzig 1873)
- Cultur und Religion. Die Entwickelung des humanen Bewusstseins historisch und philosophisch betrachtet (Gotha 1875)
- Prometheus. Dionysos. Sokrates. Christus (Gotha 1877)
- Glaubensbekenntniß eines unmodernen Culturforschers (anonym; Gotha 1879)
- Ueber den Weg zum Wissen und zur Gewißheit zu gelangen (Leipzig 1882)
- Grundzügen der Entwicklungsgeschichte der Religion (Leipzig 1883)
- Die Hauptprobleme der Philosophie und Religion (Leipzig 1886)
- Geschichte des Rabbi Jesus von Nazareth (Leipzig 1889)
- Das vierte Evangelium, ein authentischer Bericht über Jesus von Nazareth, wiederhergestellt, übersetzt und erklärt
- Neue Beiträge zur Kritik und Erklärung des vierten Evangeliums (Husum 1890)
- Philosophie des Gemüths. Begründung und Umriß der Weltanschauung des sittlich-religiösen Idealismus (Husum 1893)